# ジョルダン・バルデラ
ジョルダン・バルデラ（Jordan Bardella, 1995年9月13日 - ）は、フランスの政治家。極右政党である国民連合の党首（第3代）。2015年からイル＝ド＝フランス地域圏の議会議員、2019年から欧州議会議員を務めている。

## 来歴
1995年9月13日、セーヌ＝サン＝ドニ県のドランシーで生まれた 。両親共にイタリアにルーツを持つが、父方の祖母はアルジェリアからの移民の娘であった。なお母親は公務員で、父親は零細企業の社長を務めている。ドランシーの団地で育った 。
2012年、国民戦線（現:国民連合) に入党。ソルボンヌ大学に入学し地理を専攻していたが、在学中から既に活動家として注目されており、政治活動に専念するために中退した。2017年から2019年まで党のスポークスパーソンを務めた。2019年のフランス欧州議会議員選挙に国民連合を代表して出馬し、23.34%で当選した。欧州議会議員選挙で功績を収めた彼は、後に国民連合の副党首に任命された。2020年からマリーヌ・ルペンの姪のノルウェン・オリヴィエと交際をスタートし、ルペンファミリーお気に入りの人物となった。
2021年9月13日より党首代行を務め、2022年11月5日に党首に選出された。就任演説では、母親とルペンの2人の女性が恩人だと述べた。

## 主張・政治思想
2019年の欧州議会議員選挙の際、若い世代の二つの最優先課題は難民危機と環境危機であると主張した。その中、「もし「地球温暖化」と言われているものが人為的な原因を持っているとしたら、現在の経済政策に責任がある」と発言し、自由貿易協定の拡大に反対した。また、フランス政府が市民や企業にとって過剰に厳しい罰則的な環境政策を行っていることを指摘し、環境政策が不十分だとしてフランスを非難し、犯罪者扱いすることを中止するように訴えた。
代理母出産や生殖補助医療が普及する環境を危惧して、同性結婚に対して反対の立場をとっている。しかし、2019年には、「同性結婚をフランス人の過半数と同様に既定のことと見なしている」と述べ、反対する人々には市民発議による国民投票を呼びかけた。また、合法的に滞在する資格がない外国人に対しては、社会福祉を打ち切るように主張している。さらに、医療目的の大麻使用にも賛同している。
フレデリック・シャティヨンの娘と一時期交際していたことから、極右学生組織「Groupe Union Défense」の元総裁である彼と関係があると噂されている。また、マリーヌ・ル・ペン党首によって国民戦線の副党首から解任されたフロリアン・フィリポと密接な関係があると言われていたが、自身は「マリーン・ル・ペンとしか関係はない」と述べた。
2021年、ジェラルド・ダルマナン内務大臣によって解散命令が出された極右組織「Génération Identitaire」を支援する内容をフェイスブックに投稿した。フランス人作家のルノー・カミュが提唱した「グレート・リプレイスメント」について、「この言葉は抽象的で理知的なスローガンであるので、あまり好きではない」と語った。だが、グレート・リプレイスメントは「間違っていない一つの現状を指している」と述べ、「フランスが数年後に身分を変えることを懸念させる人口転換は確かにある」と語り、「それはすで起こっている」と発言した。
2023年2月、所属している政治会派アイデンティティと民主主義の意見とは反対に、ウォルディミル・ゼレンスキーの欧州議会でのスピーチの際拍手を送った。フランスの日刊政治新聞「L'Opinion」のインタビューの際、ウクライナ紛争についてウラジミール・プーチンは西洋に戦争を行っていると述べ、「フランスとロシアの間には利益戦争とアフリカ大陸まで広がる影響力戦争がある」と語った。さらに、「ロシア軍の撤退と現在ロシアによって占領されている領土のウクライナの主権の回復がない限り、この戦争は終わらない」と発言した。
2023年、自身のユーチューブチャンネルでの発言において、ChatGPTを「もう一つの大置換」と形容し、人工知能の発展に関して懸念を抱いていることを明らかにした。「現在私たちの目の前で進行している技術革命は、低資格の仕事に限らず、高度な資格を要する仕事にも影響を及ぼす」と語り、技術による人間の能力と認識の超過を心配していることを述べた。

## 選挙
| 当落 | 選挙                   | 年齢 | 政党     | 得票数      | 得票率 | 得票順位 /候補者数 |
| ---- | ---------------------- | ---- | -------- | ----------- | ------ | ------------------ |
| 落   | 2017年議会総選挙       | 21   | 国民戦線 | 3886票      | 15.06% | 3/13               |
| 当   | 2019年欧州議会議員選挙 | 23   | 国民連合 | 528万6939票 | 23.34% | 1/33               |
| 当   | 2021年地域圏議会選挙   | 25   | 国民連合 | 28万5115票  | 13.14% | 3/4                |